# Diogmites lindigii
Diogmites lindigii là một loài ruồi trong họ Asilidae. Diogmites lindigii được Schiner miêu tả năm 1868. Loài này phân bố ở vùng Tân nhiệt đới.